# ديفيد تورانس (سياسي)
ديفيد تورانس (بالإنجليزية: David Torrance)‏ هو قاضي ومحامي وسياسي أمريكي، ولد في 3 مارس 1840، وتوفي في 5 سبتمبر 1906. انتخب عضو مجلس نواب كونيتيكت.